# Azhi Dahaka

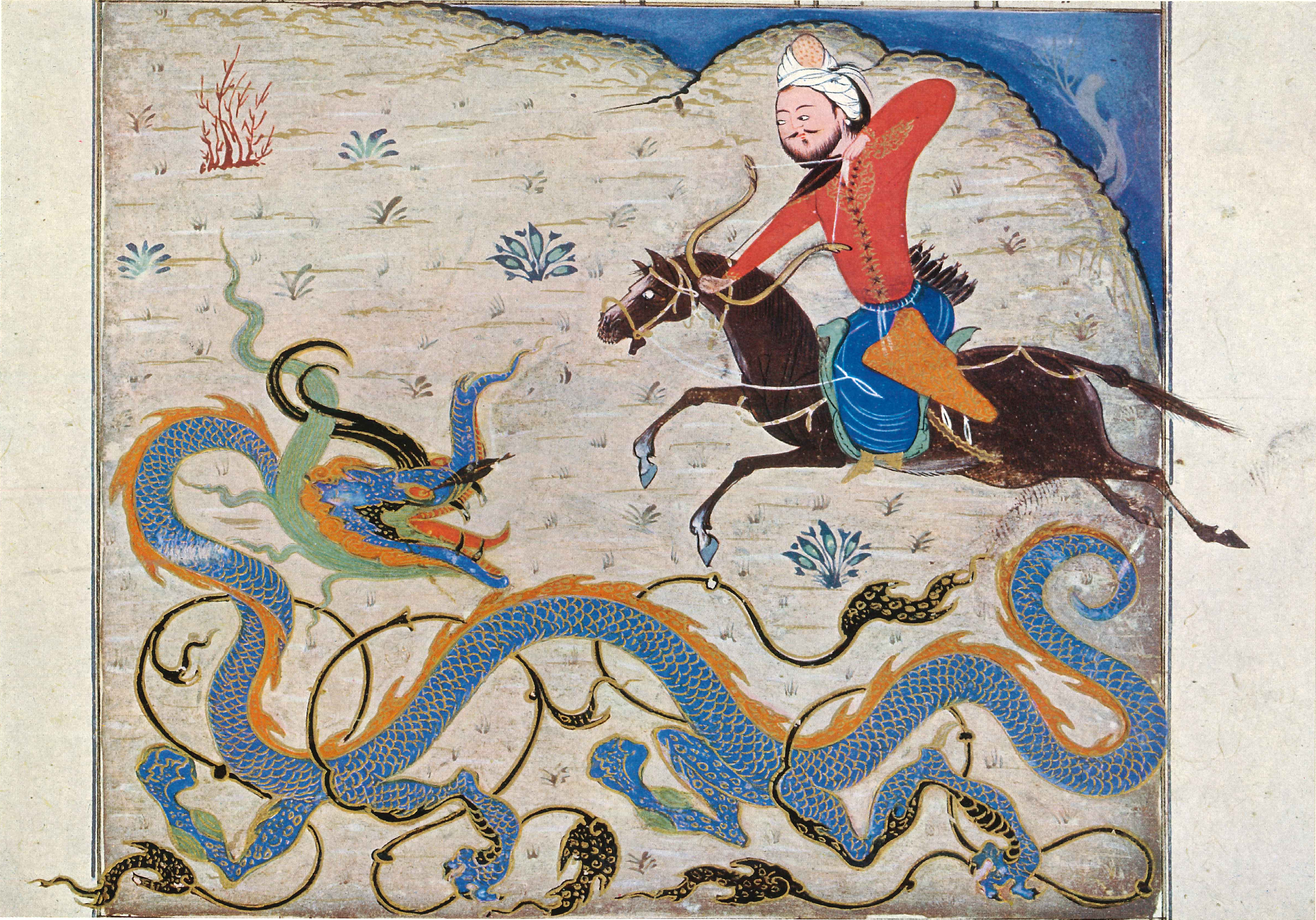
Der persische Großkönig Bahrām Gūr kämpft mit einem Azhdahā (Miniatur aus Schāhnāme, dem „Buch der Könige“, 1371 n. Chr.)

Azhi Dahaka (avestisch Aži Dahāka,  mittelpersisch Azdahāg [Buch-Pahlavi]) ist ein Erzdämon aus der persischen Mythologie. Die mittelpersische Variante des Namens ist Zahāk (In deutschen Texten auch Sohak).
Dieser als Sturmdämon bekannte Gott wurde als Schlange oder Drache mit drei Köpfen und sechs Augen dargestellt. Er ist ein Daēva, ein Diener Ahrimans, und wenn dereinst Fraschokereti (vergleichbar mit der Apokalypse) anbricht, wird er von Fereydūn an den Berg Damavand gebunden und schließlich vom Drachentöter Garschasp in den Feuerstrom Ayohshust unter dem Berg Damavand geworfen werden.
Diese Geschichte wurde auch von Ferdousi in abgeänderter Form in sein Schāhnāme übernommen. Zahāk, ein König mit zwei angewachsenen Schlangenköpfen auf den Schultern, ist der Tyrann, der durch den Schmied Kaveh Ahangar an einen Felsen am Fuße des Berges Damavand gebunden wird.
Die Legende von Zahāk und Kaweh spielt eine Rolle für das iranische Neujahrsfest Nouruz. Von den Persern wurde damals Aži Dahāka für die 1000-jährige Unterdrückung durch die Babylonier und Assyrer verantwortlich gemacht.

## Etymologie
Aži (Nominativ Ažiš) ist das iranische bzw. avestische Wort für 'Schlange' oder 'Drache'. Sein Gegenstück im Sanskrit ist Ahi. Aži und Ahi sind (als indogerman. *h₂ógʷʰ-i-s) mit dem griechischen óphis 'Schlange' gleichzusetzen, in einer wohl nasalierten Form (als *h₂éngʷʰ-i-s) dem lateinischen anguis, das ebenfalls Schlange bedeutet.
Die Bedeutung des Wortes Dahāka ist nicht eindeutig. Einige Möglichkeiten sind Mensch oder menschenähnlich (vgl. khotanisch Daha), groß (vgl. Paschto Lōy) oder fremd (vgl. skythisch Dahae und Sanskrit Dasas). In der persischen Mythologie wird das Wort Dahāka als Eigenname aufgefasst. Im Schāhnāme kommt es als Żaḥḥāk (ضحاك) vor.
Aži Dahāka ist der Ursprung des persischen Wortes für Drache, Azhdahā (اژدها), aus mittelpersisch Azdahāg. Daraus ist auch die Bezeichnung Azhdarchidae, eine Familie der ausgestorbenen Flugsaurier (Pterosauria), abgeleitet.